# Marsdenia lanata
Marsdenia lanata är en oleanderväxtart som först beskrevs av P.G. Wilson, och fick sitt nu gällande namn av W.D. Stevens. Marsdenia lanata ingår i släktet Marsdenia och familjen oleanderväxter. Inga underarter finns listade i Catalogue of Life.